# Castres (Aisne)
Castres település Franciaországban, Aisne megyében. Lakosainak száma 247 fő (2022. január 1.). Castres Contescourt, Dallon, Essigny-le-Grand, Fontaine-lès-Clercs és Grugies községekkel határos.

## Népesség
A település népességének változása:
| Lakosok száma | 183  | 141  | 156  | 213  | 241  | 243  | 244  | 253  | 251  | 247  |
|               | 1968 | 1982 | 1990 | 2006 | 2013 | 2015 | 2017 | 2019 | 2020 | 2022 |